# 托奎联足球俱乐部
托奎联足球俱乐部（英語：Torquay United Football Club，/tɔːrˈkiː/）是位於英格蘭西南部德文郡海邊渡假小鎮托基（Torquay）的足球會，成立於1899年，綽號「海鷗」（The Gulls），於1927年參加英格蘭足球聯賽，主要在低級別中角逐，穿著鮮黃及深藍色球衣。托奎联於2014年由英格蘭乙級聯賽降級到英格蘭足球聯賽系統第五級的英格蘭足球全國聯賽作賽。現時在英格蘭足球聯賽系統第六級的英格蘭足球全國聯賽南參賽。

## 大事紀年
| 年 份   | 事 項                                                                                                |
| ------- | --- |
| 1921-22 | 參加西部聯賽（Western League），直接加入甲組聯賽                                                     |
| 1922-23 | 參加南部聯賽（Southern League）的英格蘭分組（English Section）聯賽                                   |
| 1923-24 | 移往西部分組（Western Section）聯賽                                                                  |
| 1925-26 | 同時再次參加西部聯賽                                                                                 |
| 1926-27 | 南部聯賽西部分組聯賽冠軍，附加賽0-4負於東部分組冠軍而失落總冠軍，西部聯賽亞軍                        |
| 1927-28 | 獲選加入足球聯盟南區丙組聯賽                                                                         |
| 1956-57 | 南區丙組聯賽亞軍                                                                                     |
| 1958-59 | 聯賽重組後被置於丁組聯賽                                                                             |
| 1959-60 | 丁組聯賽季軍，升級丙組                                                                               |
| 1962    | 丙組聯賽排第廿一位，降級丁組                                                                         |
| 1965-66 | 丁組聯賽季軍，升級丙組                                                                               |
| 1972    | 丙組聯賽排第廿三位，降級丁組                                                                         |
| 1987-88 | 丁組聯賽排第五位，附加賽準決賽兩回合累計3-2擊敗，決賽兩回合累計4-5負於                               |
| 1988-89 | 溫布萊決賽1-4負於，聯賽錦標亞軍                                                                      |
| 1990-91 | 丁組聯賽排第七位，附加賽準決賽兩回合累計2-1擊敗，溫布萊決賽2-2，十二碼5-4擊敗黑池，升級丙組          |
| 1992    | 丙組聯賽排第廿三位，降級丁組                                                                         |
| 1992-93 | 超聯成立，丁組改組為丙組〈IV〉                                                                       |
| 1993-94 | 丙組〈IV〉排第六位，附加賽準決賽兩回合累計3-4負於普雷斯頓                                            |
| 1997-98 | 丙組〈IV〉排第五位，附加賽準決賽兩回合累計7-2擊敗史卡保罗夫，溫布萊決賽0-1負於                       |
| 2003-04 | 丙組〈IV〉季軍，升級乙組〈III〉                                                                      |
| 2004-05 | 乙組〈III〉聯賽更名「英甲聯賽」；英甲聯賽排第廿一位，降級英乙聯賽                                    |
| 2006-07 | 英乙聯賽排第廿四位，降級議會全國聯賽                                                                 |
| 2007-08 | 溫布萊決賽0-1負於艾贝斯费特联，足總錦標亞軍；全國聯賽排第三位，附加賽準決賽兩回合累計3-5負於艾斯特城 |
| 2008-09 | 全國聯賽排第四位，附加賽準決賽兩回合累計2-1擊敗希斯頓，溫布萊決賽2-0擊敗剑桥联，升級英乙聯賽         |
| 2010-11 | 英乙聯賽排第七位，附加賽準決賽兩回合累計2-0擊敗，奧脫福球場決賽0-1負於                               |
| 2011-12 | 英乙聯賽排第五位，附加賽準決賽兩回合累計1-4負於                                                      |
| 2013-14 | 英乙聯賽排第廿四位，降級議會全國聯賽                                                                 |

## 敵對球隊
托奎联傳統的敵對球隊是同處德文郡的普利茅斯及埃克塞特城，由於普利茅斯在較高級別角逐而較少對賽，因而與埃克塞特城的敵對關係特別緊張。

## 榮譽
- 丁組聯賽／丙組聯賽〈IV〉
  - 季軍（3）：1959/60年、1965/66年、2003/04年；
- 南區丙組聯賽
  - 亞軍（1）：1956/1957年；
- 南部聯賽（西部分組）
  - 冠軍（1）：1926/27年；
- 議會全國聯賽附加賽
  - 冠軍（1）：2008/09年；
- 聯賽錦標
  - 亞軍（1）：1988/89年；
- 足總錦標
  - 亞軍（1）：2007/08年；

## 著名球員
- （David Graham）《2001-04、2007》
- 科林·李（Colin Lee）《1977》
- （Lee Sharpe）《1988》
- 羅德尼·傑克（Rodney Jack）《1995-98》
- 干斯坦汀（Leon Constantine）《2004-05》

## 註腳
1. ↑  .   [2008-05-11]. （原始内容存档于2021-01-26）.
2. ↑  .   [2008-05-05]. （原始内容存档于2008-05-09）.

## 外部連結
- 官網（英文）